# Apocalisse di Stefano
L'Apocalisse di Stefano è un apocrifo del Nuovo Testamento condannato nel Decreto Gelasiano (fine V secolo). Il protagonista è Stefano, protomartire cristiano.
La maggior parte degli studiosi contemporanei ritiene che vada identificata con un racconto del V secolo nel quale viene descritta, in maniera fantasiosa e romanzata, la conversione e la morte di Stefano, nella quale avrebbe avuto un ruolo attivo il persecutore Paolo, prima della sua conversione al cristianesimo. 
Nel racconto compare anche il prefetto Ponzio Pilato, dinanzi al quale Stefano viene condotto dagli ebrei per essere giudicato; in realtà, secondo gli studiosi, Pilato non era più prefetto della Giudea ai tempi del martirio di Stefano, essendo stato richiamato a Roma dopo la rivolta del monte Garizim e sostituito dal prefetto ad interim Marcello.